# Плутонийдимедь
Плутонийдимедь — бинарное неорганическое соединение
плутония и меди
с формулой Cu2Pu,
кристаллы.

## Получение
- Сплавление стехиометрических количеств чистых веществ:

{\displaystyle {\mathsf {Pu+2Cu\ {\xrightarrow {865^{o}C}}\ Cu_{2}Pu}}}

## Физические свойства
Плутонийдимедь образует кристаллы
ромбической сингонии,
пространственная группа I mma,
параметры ячейки a = 0,4332 нм, b = 0,6686 нм, c = 0,7376 нм, Z = 4,
структура типа цезийдимеди Cu2Ce
.
Соединение конгруэнтно плавиться при температуре 865°С.